# حارة بن دحمان (المعلا)
حارة بن دحمان هي إحدى حارات حي مدرم الواقع بمديرية المعلا التابعة لمحافظة عدن، بلغ تعداد سكانها 1360 نسمة حسب تعداد اليمن لعام 2004.